# Zábrdí

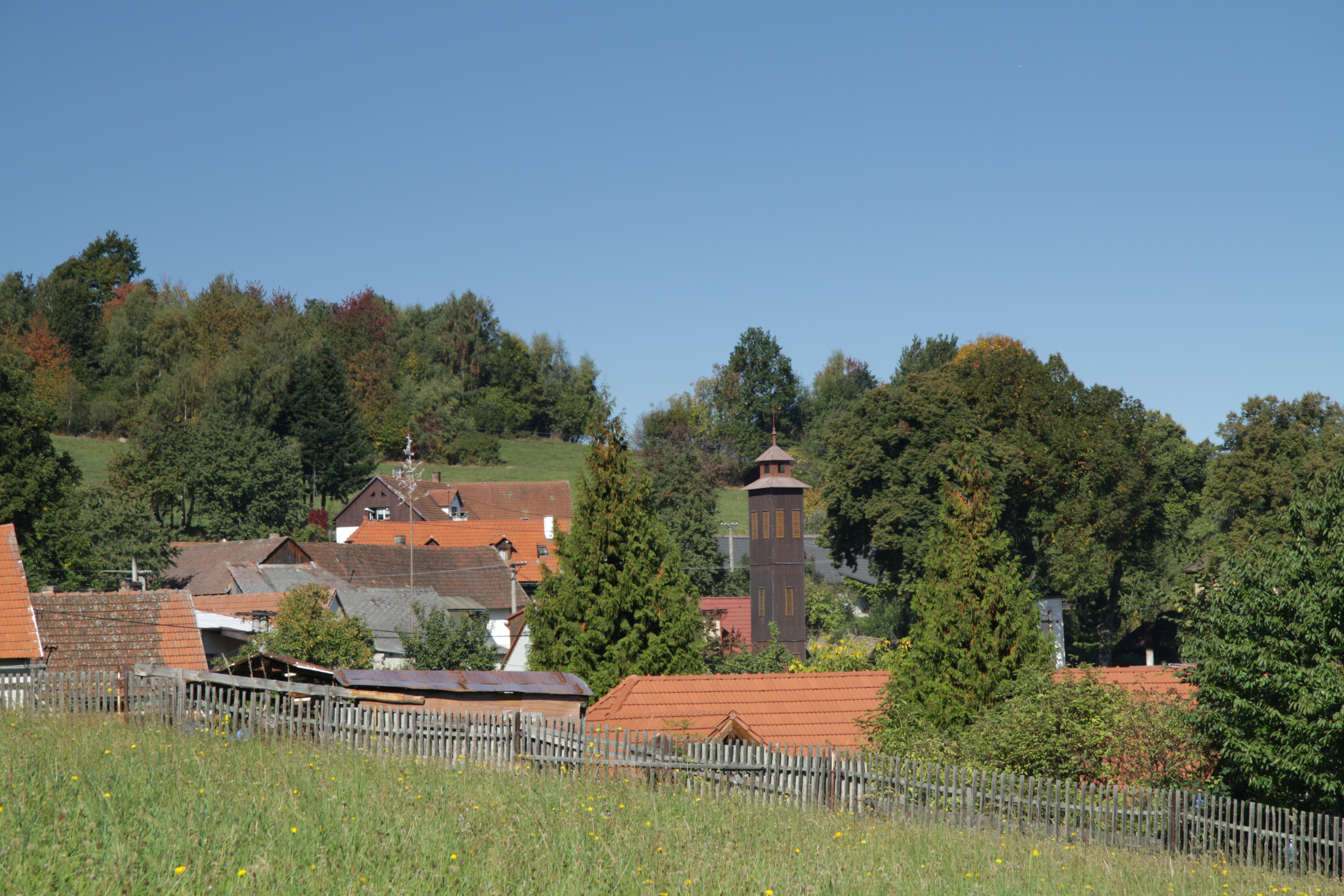
Ortsansicht

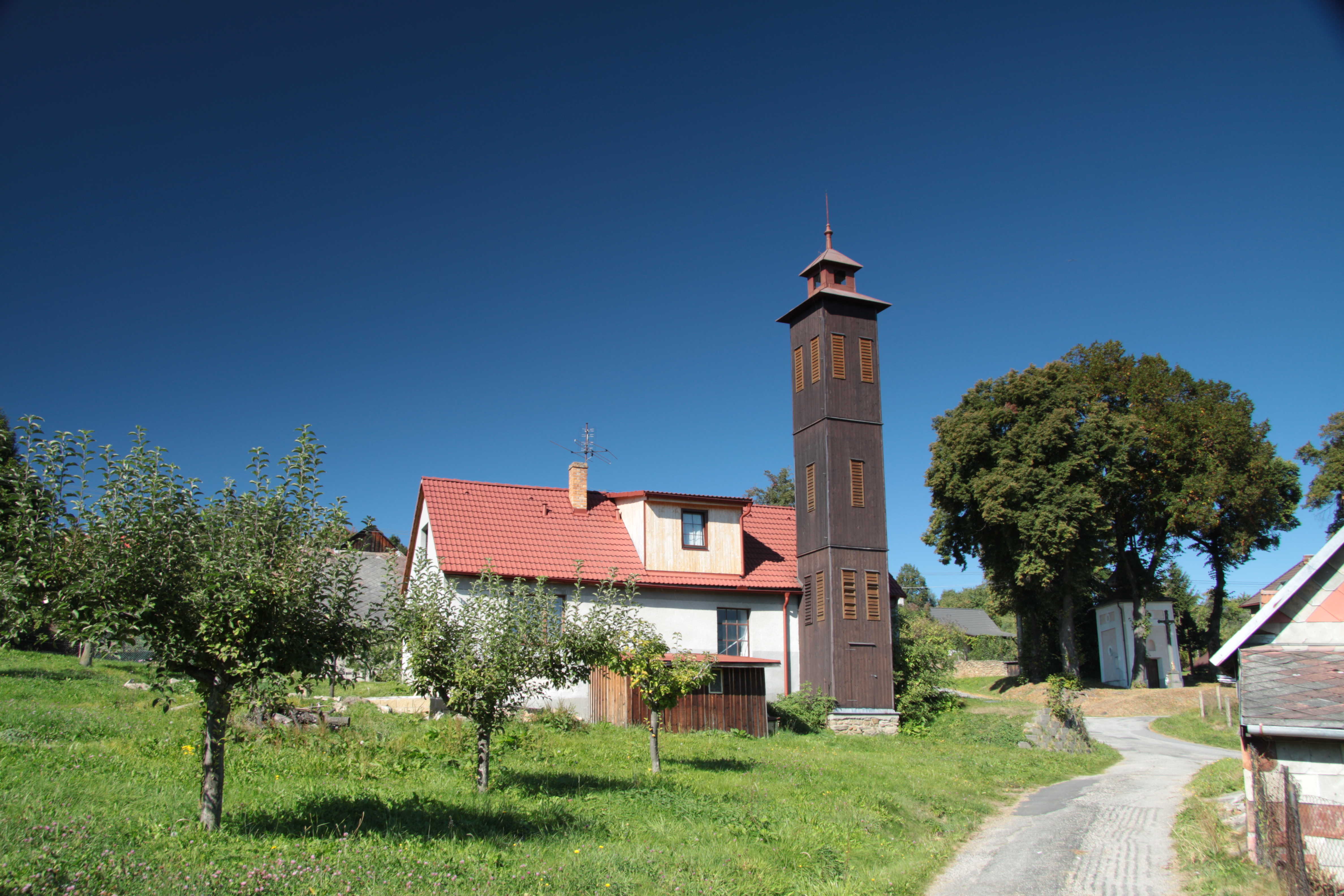
Spritzenturm

Zábrdí (deutsch Zabrd, 1939–1945 Saberd) ist eine Gemeinde in Tschechien. Sie liegt fünf Kilometer nordwestlich von Prachatice in Südböhmen und gehört zum Okres Prachatice.

## Geographie
Zábrdí befindet sich im Vorland des Böhmerwaldes am Osthang des Stráž (701 m). Das Dorf liegt linksseitig über dem Tal der Blanice. Nördlich erhebt sich der Hájek (696 m), nordöstlich die Pintovka (683 m), im Osten der Výrovec (686 m), südöstlich der Dehetník (802 m) und Křepelický vrch (932 m). Gegen Nordosten liegt der Stausee Husinec.
Nachbarorte sind U Silnických, Pěčnov und Dvory im Norden, Horouty und Podedvorský Mlýn im Nordosten, Oseky im Osten, Kahov, Podolí, Třemšín und Křeplice im Südosten, Zábrdský Mlýn, Stádla, Horní Záblatí und Saladín im Süden, Kratušín und Chlístov im Südwesten, Drslavice und Milešín im Westen sowie Lažiště im Nordwesten.

## Geschichte
Archäologische Funde einer slawischen Burgstätte und eines Gräberfeldes belegen eine Besiedlung der Gegend während der Slawenzeit.
Die erste schriftliche Erwähnung von Zabirdi erfolgte 1359 in einer Bestätigungsurkunde Karls IV. für Pešek von Janovice als eine der 23 zum castrum Gans zugehörigen Ortschaften. Verschiedentlich wird auch das Jahr 1275 als Ersterwähnung angegeben, jedoch ist dies nicht belegbar. Der Ortsname leitet sich von der Lage des Dorfes hinter einem Hügel (alttschechisch brdo) her. Dieser Hügel, der Stráž, diente als Wacht zum Schutze des Goldenen Steiges und der Goldseifen an der Blanice; möglicherweise trug er zur Zeit der Ortsgründung auch keinen besonderen Namen. Im Laufe der Zeit wurde das Dorf als Zabrdie, Zabirdi, Sabrdy, Zabrdy, Zabrd und Zabrdj bezeichnet. Letzter Burgherr auf der Gans war Jan Smil von Krems, der sich mit Ulrich von Rosenberg zahlreiche Fehden lieferte und ab 1439 dessen Gefangener war. Im Juli 1444 überließ Jan Smil dem Rosenberger die Herrschaft; später wurden die Ganser Güter der Herrschaft Winterberg zugeschlagen. Nachfolgende Besitzer waren Peter Wok von Rosenberg, sein Bruder Wilhelm von Rosenberg, danach Wolf Nowohradsky von Kolowrat. 1630 erwarb Hans Ulrich von Eggenberg den Besitz. Johann Christian von Eggenberg vererbte die Güter 1710 seiner Frau Marie Ernestine von Schwarzenberg, welche sie 1719 ihrem Bruder Adam Franz Fürst von Schwarzenberg hinterließ. Ihm folgten 1732 sein Sohn Joseph Adam Fürst von Schwarzenberg, ab 1782 Johann I. Nepomuk Anton Fürst von Schwarzenberg und ab 1789 Joseph II. Fürst von Schwarzenberg, den 1833 sein Sohn Johann Adolf II. Fürst von Schwarzenberg beerbte. Im Jahre 1840 bestand Zabrd/Zabrdj aus 34 Häusern mit 289 tschechischsprachigen Einwohnern. Südlich unterhalb des Dorfes lag am Flanitzbach die Podzabrder Mühle, auch Schöllmühle genannt, mit einer Brettsäge. Pfarrort war Laschitz. Bis zur Mitte des 19. Jahrhunderts blieb das Dorf immer der Allodialherrschaft Winterberg untertänig.
Nach der Aufhebung der Patrimonialherrschaften bildete Zabrd/Zabrdj ab 1850 mit dem Ortsteil Kratušín eine Gemeinde in der Bezirkshauptmannschaft Prachatice. Der heutige Ortsname Zábrdí wurde 1854 eingeführt. 1921 löste sich Kratušín los und bildete eine eigene Gemeinde. In der Zwischenkriegszeit gab es in dem Dorf einen Böttcher, einen Greißler, einen Krämer, einen Glaser, drei Schumacher und ein Gasthaus. Nachdem Prachatice 1938 infolge des Münchner Abkommens an das Deutsche Reich abgetreten werden musste, verblieb Zábrdí bei der Tschechoslowakei und gehörte zwischen 1938 und 1945 zum Bezirk Písek und Gerichtsbezirk Netolice. Nach dem Ende des Zweiten Weltkrieges kam die Gemeinde wieder zum Okres Prachatice zurück. 1961 erfolgte die Eingemeindung nach Lažiště. Nach einem Referendum löste sich Zábrdí zum 24. November 1990 wieder von Lažiště los und bildete eine eigene Gemeinde.

## Gemeindegliederung
Für die Gemeinde Zábrdí sind keine Ortsteile ausgewiesen. Zu Zábrdí gehören die Einschichten Sedlmín (Sedlmin) und  Zábrdský Mlýn (Podzabrder Mühle).

## Sehenswürdigkeiten
- Kapelle am Dorfplatz, erbaut im 18. Jahrhundert
- Relikte von Goldseifen
- Chaluppen in Volksbauweise des Böhmerwaldes
- Ehemalige Papiermühle, erbaut 1769
- Papierkrippenmuseum von Svatava Vizinová im Haus Nr. 1
- slawische Burgstätte Dvory, nordöstlich des Dorfes über der Mündung des Němčský potok in die Blanice
- St.-Adalbert-Brunnen, nördlich an der Straße von Lažiště nach Dvory
- Naturdenkmal V polích, Wiese mit Knabenkrautpopulation, südlich des Dorfes
- Naturdenkmal Zábrdská skála, Felshang an der Blanice südlich von Zábrdí, Uhubrutplatz

## Söhne und Töchter der Gemeinde
- Josef Hasil (1925–2019), der als „König des Böhmerwaldes“ bekannte tschechoslowakische Fluchthelfer und Pascher wurde 2001 durch Präsident Havel mit der Medaille für Heldenmut (Medaile Za hrdinství) ausgezeichnet.